# Парк Жилибера (Гродно)

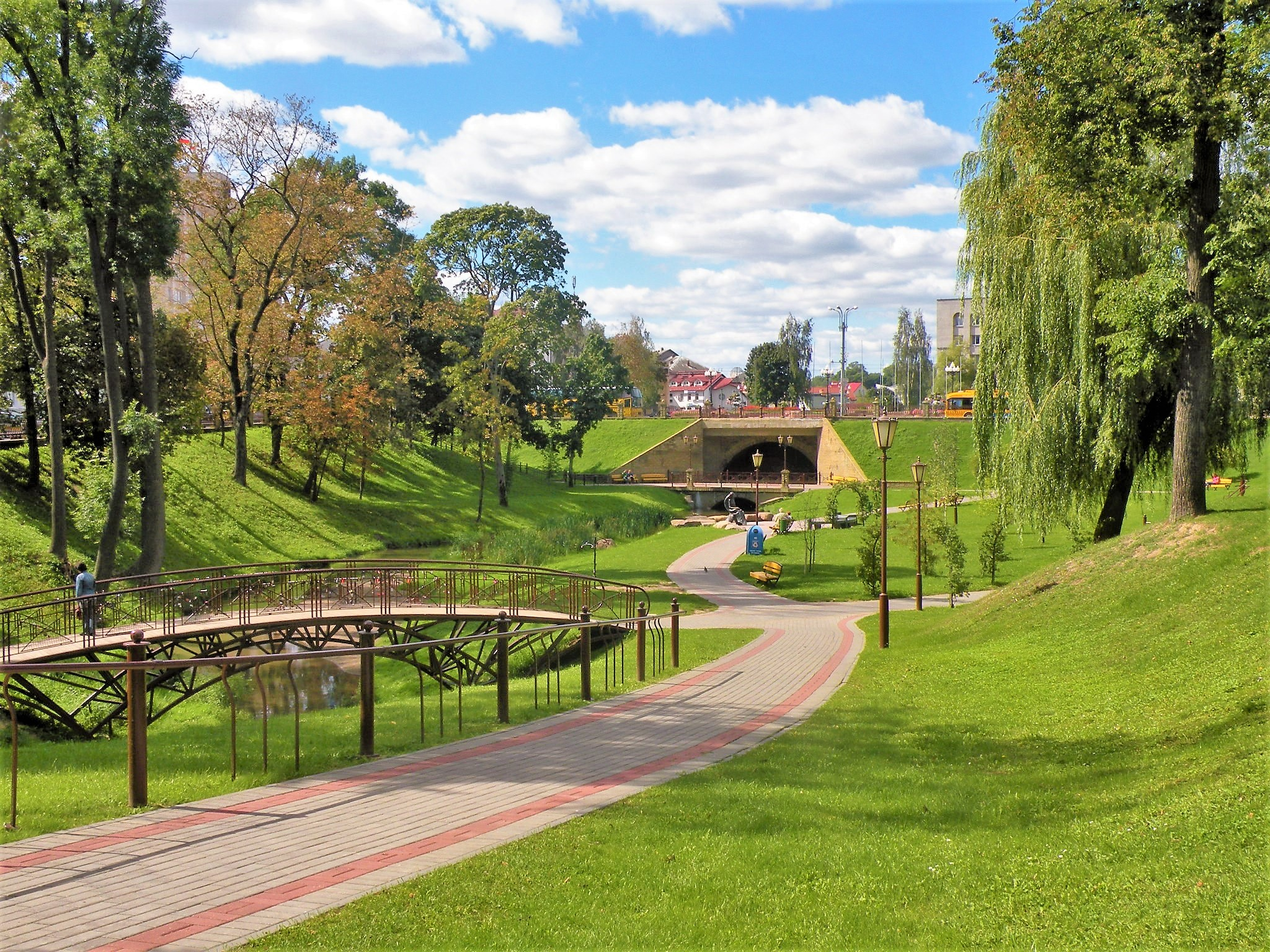
Городской парк культуры и отдыха им. Ж. Э. Жилибера

Парк Жилибера — городской парк имени Жана Эммануэля Жилибера в центре города Гродно Беларуси
.

## История
Парк имени Жана Эммануэля Жилибера находится в центре города Гродно. Ж. Э. Жилибер был французским учёным-медиком и просветителем. С помощью мецената Антония Тизенгауна, он основал первое высшее заведение на территории Беларуси — Гродненскую медицинскую академию. Также он является одним из создателей акушерской школы, гродненского госпиталя и создал ботанический сад. Сад был основан 8 апреля 1775 году и являлся наглядным учебным пособием в академии. Через три года после основания сада он считался одним из лучших в Европе и насчитывал 2000 видов растений, многие из которых были редкими. Когда Жилиберу пришлось покинуть город, уход за садом перешёл в руки властей города. 

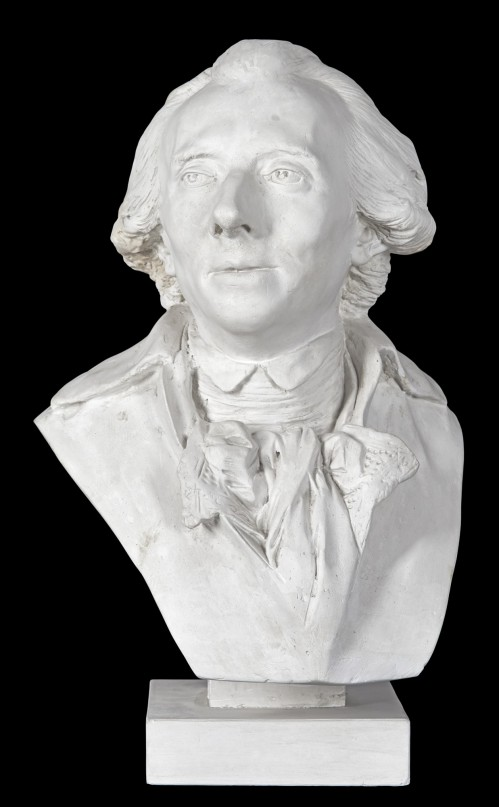
Бюст Ж. Э. Жилибера. Скульптор Ле Брен, XVIII век.

Ботанический сад Жилибера располагался в северной части нынешнего парка, вплотную к зданию медицинской академии, занимая также территорию театра на Городнице (нынешний театр кукол), который ещё не был возведён. Согласно плану Гродно 1780 года, территория ботанического сада составляла более 30 000 квадратных метров. Посадки времён Жилибера почти не сохранились до нашего времени, лишь в восточной части нынешнего парка ранее находился ствол более чем двухсотлетнего ясеня, который был спилен 22 марта 2016. Северная часть парка имеет планировочную структуру, близкую к ботаническому саду Жилибера.
Южная часть парка занята долиной ручья Городничанка, над которой, с северной стороны, был построен дворец Городницы (Тизенгауза). Согласно плану 1780 года долина должна была иметь искусственные террасы на склонах, спроектированные в стиле барочных садов.
На плане 1832 года можно видеть, что парк имеет смешанную, регулярно-пейзажную планировку. Графические материалы второй половины XIX века, созданные Н. Ордой, показывают в этом месте пейзажные планировочные элементы, свидетельствующие о характерном для парков Гродно переходе от регулярной структуры, в духе немецкого и французского барокко, к пейзажной композиции английского парка.
Долина Городничанки, примыкающая к парку Жилибера,  ещё в XIX веке получила название «Швейцарская долина». Часть её территории была засыпана с целью создания площади Ленина.
На городской карте 1937 года, на месте парка Жилибера указаны городской сад (ogrod mejski), а также ботанический сад (botanizny ogrod). Городской сад был спроектирован В. Танским, который разработал его план в 20-х годах XX века. Некоторые элементы созданного им проекта сохранились до наших дней.
Сад располагался в юго-западной части современного парка. Ботанический сад в те годы размещался на месте ботанического сада, созданного ещё Жилибером. Опеку над ботаническим садом взял на себя Ян Кохановский, в определённый момент там было более 800 видов различных растений. Часть городского сада преобразовали и украсили бюстом польской писательницы Элизы Ожешко.
Во время Второй мировой войны, военно-полевой госпиталь хоронил воинов на территории парка. После окончания боевых действий все останки перезахоронили в одной братской могиле. На этом месте стоит постамент, где зажжён Вечный огонь. На сегодняшний день парк довольно сильно отличается от своего первого варианта, заложенного Жаном Жилибером.

## Описание
Парк находится в центральной части города. Тут произрастают лиственные и хвойные породы деревьев (первые превалируют). Протекает река Городничанка. На территории паркового массива размещены аттракционы, в частности большое колесо обозрения – одно из самых высоких в Беларуси. В парке имеются фонтаны, мосты, парковые скульптуры и другие малые архитектурные формы, а также летняя эстрада. Достопримечательностями парка являются памятники архитектуры: театр Понятовского (Тизенгауза) — старейшая театральная площадка Беларуси, дворец Четвертинских (Королевская медицинская академия), лямус XVIII века. Ранее у долины Городничанки находился дворец Тизенгауза – самый большой по занимаемой площади дворец ВКЛ, среди полностью построенных в XVIII веке. Теперь на месте центральной части дворца братская могила советских воинов.
В парке проходят городские мероприятия, расположены точки общепита.